# جيمس طومسون
جيمس طومسون (James Thomson) - من 16 فبراير 1822 إلى 8 مايو 1892 - هو مهندس وفيزيائي والذي ظهرت سمعنه بشكل جوهري تحت ظلال سمعة أخيه الأصغر ويليام طومسون ( لورد كلفن ) - الذي اكتشف الصفر المطلق وهو أقل درجة حراره يمكن أن تصل إليها المادة.

## السيرة الذاتية
ولد في بلفاست - عاصمة أيرلندا الشماليه - وقضى معظم شبابه في مدينة غلاسكو - وهي من أكبر المدن في اسكتلندا - . كان والده يعمل كبروفسور في الرياضيات في جامعة جلاسجو منذ سنة 1832 وما بعدها . حضر جيمس في جامعة جلاسجو منذ سن صغيره وتخرج عام 1839 بتقديرات عاليه في أواخر سنوات مراهقته . بعد التخرج عمل لمدة وجيزه بشكل عملي كمتمرن مبتدئ مع المهندسين في مجالات عديده، وآنذاك أعطى كمية لا بأس بها من وقته للدراسات الهندسية النظرية والرياضية، وغالبا ما يكون هذا بالتعاون مع أخيه، وكان ذلك في فترة العشرينات من عمره . في أواخر العشرينات من عمره .. دخل في تدريب خاص كمهندس محترف بخبره خاصه في مجال نقل المياه . في بدايات الثلاثينات من عمره وتحديدا عام 1855 تم تعيينه كبروفسور في الهندسة المدنيه في جامعة الملكة في بلفاست . ثم بقي هناك حتى عام 1873عندما تم منحه درجة البروفسور في الهندسة المدنية والميكانيكيه من جامعة جلاسجو ( والذي خلف فيها العالم المؤثر ويليام رانكين ) وكان ذلك حتى تقاعد عام 1889 عندما فقد بصره . ولقد تم انتخابه للحصول على درجة الزمالة من الجمعيه الملكيه بلندن في شهر يونيو من عام 1877 . وقد عمل أيضا كرئيس لمعهد المهندسين وبناة السفن [الإنجليزية] في اسكتلندا منذ عام 1884 حتى عام 1886 . ثم توفي في مدينة جلاسجو عام 1892 .

## أعماله
عرف جيمس طومسون بأعماله في التحسينات على عجلات المياه ومضخاتها وعلى التوربينات . وعرف أيضا بإبداعاته في مجال تحليل ظاهرة ال regelation [الإنجليزية] ولدراساته في علم الجليد والتي تشمل حركة الأنهار الجليديه [الإنجليزية] ، والتي قام فيها بتوسيع أعمال وأبحاث جيمس ديفيد فوربس . ولقد درس الدراسات العملية لزميله طوماس أندرو - والتي اهتمت باستمرارية الحالات السائله والغازيه للمادة والفهم القوي لها - عن طريق تطبيق معرفته القويه بالديناميكا الحراريه . وقد قام باشتقاق صوره مبسطه من معادلة كلاوزيوس - كلابيرون والتي تصف حافة التحول بين الحاله الصلبه - السائله . وقد كان له أيضا إسهامات في عالم ديناميكا الموائع في الأنهار .

## منشوراته
لقد تم إعادة نشر الأعمال الرئيسه والأبحاث الفيزيائية والهندسية على صورة كتاب مجمع مكون من 500 صفحة بعد وفاته . يتوفر هذا الكتاب بصوره إلكترونية على الشبكة العنكبوتيه بشكل مجاني - انظر الروابط الخارجيه بالأسفل - وقد تم اقتتاحه بمقدمه مطوله عن السيرة الذاتيه للسيد جيمس طومسون في 80 صفحه بالإضافة إلى 10 صفحات كمقدمه موجزه . ومن الأشياء الموضحه في هذا الكتاب أن جيمس طومسون كان أول من استخدم بعض لمصطلحات مثل : radians , interface ,apocentric كما أنه استخدم أيضا بعض المصطلحات الأخرى التي لم تبق إلى يومنا هذا .

## الروابط الخارجية
- جيمس طومسون على موقع الموسوعة البريطانية (الإنجليزية)
- أرشيف دوت أورغ